# Unni Björnerfors
Unni Sisilje Berg Björnerfors, född 9 augusti 1951 i Norge, är en svensk sverigedemokratisk politiker och ledamot i regionfullmäktige för Region Stockholm. Hon var mellan 16 januari och 31 augusti 2024 tjänstgörande riksdagsledamot, då hon ersatte Angelika Bengtsson.
Björnerfors är en uttalad kritiker av vaccinering mot Covid-19, och har vid flera tillfällen anklagats för att sprida desinformation kring vaccinets påstådda biverkningar.